# Marcianeke
Matías Ignacio Muñoz Muñoz(Talca, 11 de enero de 2002), conocido artísticamente como Marcianeke, es un cantante y compositor chileno de RKT, reguetón y trap latino. Obtuvo reconocimiento por sencillos como «Dímelo má», «Muñeca», «Los malvekes», «No se piquen» entre otras. 

## Carrera musical

### 2015-2019: Inicios
Comenzó su carrera musical en 2015, a la edad de 13 años, bajo el seudónimo Mati Boy, sus primeras canciones fueron en colaboración con King Godes, debutando con las canciones «Tú eres mi nena», y «Anoche soñé contigo», los cuales se grabaron en una sala de clases.
En 2018, quería cambiar su nombre artístico, se decidió por Marciano o por Marcianeke, debido a un tatuaje de un marciano que lleva en su cuerpo. El mismo contó “tengo tatuado un marciano, pero pensé que marciano era muy fome (aburrido), entonces decidí que mi nombre artístico sería Marcianeke”.
Finalmente ya bajo el nombre de Marcianeke y de manera más profesional, debuta con sus primeros temas como solista titulados «Efecto jarabe», «Nítido andamos», «Te demoras», «La incondicional», entre otros.
A finales de ese mismo año, Marcianeke lanzó su sencillo «Sin timidez», junto al artista chileno AK4:20, lo que llevó a la dupla a hacerse conocida en la escena local, presentándose en algunas discotecas de Talca.

### 2020-presente: Éxito en Chile
A finales de 2020, Marcianeke consiguió mayor popularidad al lanzar la remezcla del tema «Chambee», el cual contó con más de 10 millones de reproducciones en Spotify y YouTube.
En 2021, Marcianeke consigue éxito en las redes sociales y en Spotify gracias a diversos temas entre los cuales destacan, «Los malvekes», «Dímelo má» con Pailita, «Tussi code mari» con Cris MJ, «No se piken», siendo uno de los artistas más escuchados en Chile, tras Bad Bunny, Farruko, Jhay Cortez, Anuel AA, Rauw Alejandro, entre otros.

## Discografía

### Sencillos
| Año  | Sencillo |
| ---- | --- |
| 2018 | «Sin timidez» (con Ak4:20) |
| 2019 | «No te quiero ver más» (con Dolcelean) |
| 2019 | «MAH!» (con 200yorking) |
| 2019 | «Eso C****n» |
| 2020 | «Yo sé que tú» |
| 2020 | «Y tú ke» (con Young Brooklyn) |
| 2020 | «Chambee» |
| 2020 | «Perreoguaracha» |
| 2020 | «Chambee - Remix» (con Yammir, Young Brooklyn, Víctor La Voz y NicoClear) |
| 2020 | «Envidia» |
| 2021 | «Sueltate mah» |
| 2021 | «Pistolas con chip» |
| 2021 | «Tussi code mari» (con Cris Mj) |
| 2021 | «Tu foto» (con Pappo Barber) |
| 2021 | «Tussi huele» (con Gabo El Chamaquito y Yammir) |
| 2021 | «Dímelo má» (con Pailita) |
| 2021 | «Party en la pobla» (con Tunechikidd) |
| 2021 | «Mini Mini» (con Punto40) |
| 2021 | «Shikipla» (con Pablito Rolayork) |
| 2021 | «Me baila» |
| 2021 | «Te fuiste con otro» (con Cris Mj) |
| 2021 | «Perreo galáktiko» (con El Jordan 23, El Barto, Diego Br) |
| 2021 | «Ponle» (con Balbi El Chamako, El Bai) |
| 2021 | «Me siento solo» (con Malito Malozo, King Savagge, El Bai) |
| 2021 | «No se piken» |
| 2021 | «Sonando flaite - Remix» (con El Bai, King Savagge, Drakomafia, Victor La Voz) |
| 2021 | «Xipetiao» (con El Jordan 23, Pailita) |
| 2021 | «Entussiasma» (con Galee Galee) |
| 2021 | «Flow Nicky - Remix» (con Andresito Otro Corte, El Bai) |
| 2021 | «Las torres - Remix» (con El Jordan 23, Pablo Chill-E, Pailita, Lleflight, El Barto, Ben Bulgari, Jonakapazio)                                                                                            |
| 2021 | «Las Naik» (con Ithan NY ) |
| 2021 | «En las malas y buenas» (con Arte Elegante) |
| 2021 | «Farandulera» (con Pailita, Tunechikidd) |
| 2021 | «Me tienen envidia - Remix» (con Tunechikidd, Pablo Chill-E, Cris Mj, Galee Galee, Vishoko) |
| 2021 | «¿Por qué te enojái?» (con Harry Nach) |
| 2021 | «Los malvekes» (con Cris Mj y Simon La Letra) |
| 2021 | «Qué pasa?» |
| 2021 | «Bichiyal» (con Cris Mj) |
| 2021 | «Dele cotelé 3» (con Adan La Amenaza, Yohancito, Pailita, Yordano El Menor, Jairo Vera, Balbi El Chamako, El Bai, King Savagge)                                                                           |
| 2021 | «Nos robamos la movie» (con Fat Broka, El Jordan 23, King Savagge) |
| 2021 | «Bella» (con Pablito Pesadilla, Pablo Chill-E, Harry Nach) |
| 2021 | «Peligroso» (con Drago200) |
| 2021 | «Mari tussi pila» (con El Jordan 23) |
| 2021 | «Y qué pasó» (con Benji Gramitos) |
| 2021 | «La llamada» |
| 2022 | «Perreo Tunes» (con Gabo El Chamaquito) |
| 2022 | «Waka Waka» |
| 2022 | «Ahora» (con Ben Bulgari, Pablo Chill-E, Harry Nach) |
| 2022 | «Ponle - Remix» (con Balbi El Chamako, El Bai, Cris Mj, Pailita, Young Cister, Jairo Vera, Harry Nach, Forest, Julianno Sosa, Franco El Gorila)                                                           |
| 2022 | «Qué le echaste al Tussi hermano» |
| 2022 | «Bien mala - Remix» (con Zyron, Ñengo Flow, Jowell, Cris Mj, Franco El Gorila, Tunechikidd, El Bai, Flor De Rap)                                                                                          |
| 2022 | «Shikipla - Remix» (con Pablito Rolayork, King Savagge, Jairo Vera, Gabo El Chamaquito, Tunechikidd, El Bai, Sayian Jimmy, Benji Gramitos, Benja El Menorcito, Jhon Jairo, Lil Geremi, Yiordano Ignacio)  |
| 2022 | «Colores» |
| 2022 | «En cuota» (con Ithan NY) |
| 2022 | «Rankiao» (con Sayian Jimmy, Endo, Tunechikidd) |
| 2022 | «Abusa» (con Josepe el Demente) |
| 2022 | «Por más que traten - Remix» (con JassonMix, Cris Mj, King Savagge, Gabo El Chamaquito, El Bai, Yohancito, S4vage 23, Victor La Voz, Mellito)                                                             |
| 2022 | «Toma» (con L-Gante) |
| 2022 | «Quiere lo mismo que yo» (con Balbi El Chamako) |
| 2022 | «Fondo de bikini» (con Aqua VS, Tunechikidd, Vishoko, Ov Black) |
| 2022 | «Ponte pa mí» |
| 2022 | «Me quieren y me odian» |
| 2022 | «Quiere que te pegue» (con Chuky Indica, Tunechikidd) |
| 2022 | «Calle y pistola» |
| 2022 | «Tussy huele - Remix» (con Jairo Vera, Gabo El Chamaquito, Yammir, Tunechikidd, El Bai, Jere Klein, Benji Gramitos, Sayian Jimmy, Yishark, Tracy McGrady, Chuky Indica, Son Gotten, Jhon Jairo, Edu Music |
| 2022 | «Sin miedo» (con Pailita, Tunechikidd, Nickoog Clk) |
| 2022 | «PANTI» (con Alejo Isakk, Preciau, Omar Varela) |
| 2022 | «Pantano - Remix» (con King Savagge, L-Gante, El Jordan 23, Cris Mj, Drakomafia) |
| 2022 | «Putero» (con El Bai) |
| 2022 | «Bandi2» (con La Joaqui) |
| 2022 | «En tensión» (con Dainesitta, Tunechikidd) |
| 2022 | «Ella me llama» |
| 2022 | «Xocalo» |
| 2022 | «Muñeca» (con Jere Klein) |
| 2022 | «Hecha en Cali» (con Yabel, Jere Klein, Basty Corvalan) |
| 2022 | «Quiere lo mismo que yo - Remix» (con Balbi El Chamako, Agus Padilla, La Cebolla, Fatman Scoop, Jere Klein, Bayriton, Franco El Gorila)                                                                   |
| 2023 | «Dime» (con Jairo Vera) |
| 2023 | «Esta noche» (con Nes) |
| 2023 | «Gucci Belt» (con Il Nene De Oro) |
| 2023 | «A poto pe» (con El Jordan 23) |
| 2023 | «BOCHE» (con Ak4:20) |
| 2023 | «Flotao - Remix» (con Sayian Jimmy, Nickoog Clk, Pablo Chill-E, Jairo Vera, Endo, Balbi El Chamako, Yishark, Punto40, Jamby El Favo)                                                                      |
| 2023 | «No me dejes en visto» (con Katteyes) |
| 2023 | «Mini Mini - Remix» (con Punto40, Nickoog Clk, Jairo Vera, Galee Galee, Sayian Jimmy, Balbi El Chamako, El Bai, Son Gotten)                                                                               |
| 2023 | «Aborrecio» |
| 2023 | «La última vez» (con Lucky Brown) |
| 2023 | «Peligrosa» (con Endo, King Savagge) |
| 2023 | «Cuerpo de diabla» (con Nico Mastre) |
| 2023 | «Perreo plaga» (con Dj Plaga, El Bai, Scarface) |
| 2023 | «Bikini» (con Pailita) |
| 2023 | «Los gangsters» (con Keylon, Simon La Letra) |
| 2023 | «3+1» (con Cris Mj) |
| 2023 | «7.62» (con Aqua VS) |
| 2023 | «Muévete» (con Chuky Indica, Punto40, Endo, Dixson Waz) |
| 2023 | «Wirinikini» (con El Bai) |
| 2024 | «Prende el autotune» (con Pablo Chill-E, Tunechikidd, Aqua VS) |
| 2024 | «DOSiS» (con Paloma Mami, Ithan NY) |

## Filmografía
- La Junta como él mismo (2021-2023) YouTube.
- Chilevisión noticias como él mismo (2022) Chilevisión.
- Hoy se habla como él mismo (2022) TVN.
- Urbanos a prueba como él mismo (2022-2023) Chilevisión.
- Casado con hijos como pololo de la Titi (2023) Mega.
- Palabra de honor como participante (2024 presente) Canal 13.
- Detrás del muro como invitado (2025) Chilevisión.

## Premios y nominaciones
| Año  | Trabajo nominado | Premio            | Categoría              | Resultado | Ref.  |
| ---- | ---------------- | ----------------- | ---------------------- | --------- | ----- |
| 2021 | «Dímelo má»      | Premios MUSA 2021 | Canción del año        | Ganador   |       |
| 2021 | Él mismo         | Premios MUSA 2021 | Artista urbano del año | Ganador   |       |
| 2021 | Él mismo         | Giga Awards 2021  | Fenómeno musical       | Nominado  | [ 8 ] |